# كلية فرضية
الكليات الفرضية هي القضايا التي لا يمكن صدقها في نفس الأمر على شيء من الأشياء الخارجية والذهنية كاللاشيء واللاموجود واللاممكن بالإمكان العام فإن كل ما يفرض في الخارج فهو شيء في الخارج ضرورة وكل ما يفرض في الذهن فهو شيء في الذهن ضرورة فلا يصدق في نفس الأمر على شيء منهما أنه لا شيء وكل ما في الخارج يصدق عليه أنه موجود فيه وكل ما في الذهن يصدق عليه أنه موجود في الذهن فلا يمكن صدق نقيضه أعني اللاموجود على شيء أصلا وكذا كل مفهوم يصدق عليه في نفس الأمر أنه ممكن بالإمكان العام فيمتنع صدق نقيضه أعني اللاممكن بالإمكان العام على مفهوم من المفهومات.